# Кальдерон Кольянтес, Сатурнино
Сатурни́но Кальдеро́н де ла Ба́рка-и-Колья́нтес (исп. Saturnino Calderón de la Barca y Collantes; 26 февраля 1799, Рейноса (Кантабрия) — 7 октября 1864, Париж) — испанский политический и государственный деятель, исполняющий обязанности Президента Совета министров Испании (7 ноября 1859—30 апреля 1860).

## Биография
Испанский аристократ. Родился в семье сенатора от Кантабрии. Образование получил в Университете Сантьяго-де-Компостела.
Член испанской либеральной партии. Занимал ряд ответственных государственных постов.
Был министром внутренних дел, министром развития, торговли, образования и общественных работ, государственным министром и исполняющим обязанности Президента Совета министров Испании (1859—1860). Избирался депутатом Испании.